# Parornix obliterella
Parornix obliterella là một loài bướm đêm thuộc họ Gracillariidae. Nó được tìm thấy ở Hoa Kỳ (Pennsylvania, Kentucky, Maine và Vermont).
Ấu trùng ăn Betula lenta và Betula nigra. Chúng ăn lá nơi chúng làm tổ.